# Il viaggio dell'assassino
Il viaggio dell'assassino (titolo originale: Assassin's Quest) è un romanzo fantasy della scrittrice californiana Megan Lindholm, pubblicato in lingua inglese nel 1997 sotto lo pseudonimo di Robin Hobb. È il terzo volume della Trilogia dei Lungavista (dal nome della famiglia reale protagonista delle vicende) ed è il seguito de L'assassino di corte del 1996.

## Trama
Con il re-in-attesa lontano per una cerca disperata degli Antichi, esseri leggendari che potrebbero salvare il regno dalle incursioni dei pirati delle Navi Rosse, il principe minore Regal ne approfitta per concludere i suoi piani, assassinando Re Sagace utilizzando la confraternita dell'Arte che avrebbe dovuto aiutare il Re e il re-in-attesa a combattere le navi rosse. Fitz lo scopre e in una reazione istintiva e folle dà la caccia ed uccide alcuni membri della confraternita davanti all'intera corte. Accusato non solo di quegli omicidi ma anche della morte del Re, viene imprigionato da Regal e messo a morte. Contemporaneamente Regal organizza un agguato a Veritas e fa recare a Castelcervo la finta notizia della sua morte, convincendo così la corte a nominarlo per la successione a Re Sagace. Kettricken, aiutata da Umbra e dal Matto, temendo per la propria vita e per quella del figlio che porta in grembo, fugge tornando nel Regno delle Montagne.
Regal succede quindi sul trono dei Lungavista, trasferendosi nei ducati dell'entroterra di cui ha coltivato attentamente l'amicizia, e tutto sembra perduto. 
Ma in realtà Fitz è sfuggito all'esecuzione fondendosi con il lupo Occhi-di-notte cui è legato: aiutato dai pochi amici fedeli, Burrick e Umbra, recupera la propria umanità e i propri ricordi e decide di uccidere l'usurpatore.
Le vicende, tuttavia, lo porteranno a ripercorrere la via seguita da Veritas ed aiutarlo nella sua disperata ricerca, assieme al Matto e a Kettricken.

## Personaggi

### La famiglia reale dei Lungavista
- Sagace, re dei Sei Ducati
- Veritas, re-in-attesa, figlio di Sagace
- Kettricken, regina-in-attesa, moglie di Veritas
- Regal, figlio di Sagace
- Dama Pazienza, vedova di Chevalier

### La corte di Castelcervo
- Il Matto, buffone di corte
- Burrick, capostalliere
- Mani, stalliere
- Fitz, figlio bastardo di Chevalier
- Umbra, assassino di corte
- Trina, cameriera di dama Pazienza
- Serena, ragazza esperta nell'Arte
- Molly, amata di Fitz. Un tempo viveva a Borgo Castelcervo, nel romanzo L'assassino di corte si trasferisce all'interno del castello dove trova lavoro come cameriera.